# Psilocerea tigrinata
Psilocerea tigrinata är en fjärilsart som beskrevs av Saalmüller 1880. Psilocerea tigrinata ingår i släktet Psilocerea och familjen mätare. Inga underarter finns listade.